# Keroplatus quadripunctatus
Keroplatus quadripunctatus är en tvåvingeart som beskrevs av Enrico Adelelmo Brunetti 1912. Keroplatus quadripunctatus ingår i släktet Keroplatus och familjen platthornsmyggor. Inga underarter finns listade i Catalogue of Life.